# Record d'Europe de natation messieurs du 200 mètres dos
Progression du record d'Europe de natation sportive messieurs pour l'épreuve du 200 mètres dos en bassin de 50 et 25 mètres.

## Bassin de 50 mètres
| Temps         | Athlète               | Naissance | Âge | Nationalité          | Compétition               | Lieu            | Date              |
| ------------- | --------------------- | --------- | --- | -------------------- | ------------------------- | --------------- | ----------------- |
| 2 min 19 s 8  | Wolfgang Wagner       | 1938      |     | Allemagne de l'Est   |                           | Leipzig         | 06 septembre 1959 |
| 2 min 18 s 0  | Wolfgang Wagner       | 1938      |     | Allemagne de l'Est   |                           | Leipzig         | 15 juillet 1960   |
| 2 min 15 s 0  | Ernst-Joachim Kuppers | 1942      |     | Allemagne de l'Ouest |                           | San Remo        | 22 juillet 1962   |
| 2 min 14 s 8  | Ernst-Joachim Kuppers | 1942      |     | Allemagne de l'Ouest |                           | Berlin-Ouest    | 16 août 1964      |
| 2 min 12 s 6  | Ernst-Joachim Kuppers | 1942      |     | Allemagne de l'Ouest |                           | Magdebourg      | 22 août 1964      |
| 2 min 11 s 2  | Roland Matthes        | 1950      |     | Allemagne de l'Est   |                           | Magdebourg      | 23 avril 1967     |
| 2 min 07 s 9  | Roland Matthes        | 1950      |     | Allemagne de l'Est   |                           | Leipzig         | 08 août 1967      |
| 2 min 07 s 5  | Roland Matthes        | 1950      |     | Allemagne de l'Est   |                           | Leipzig         | 14 août 1968      |
| 2 min 07s 4   | Roland Matthes        | 1950      |     | Allemagne de l'Est   |                           | Santa Clara     | 12 juillet 1969   |
| 2 min 06 s 4  | Roland Matthes        | 1950      |     | Allemagne de l'Est   |                           | Berlin-Ouest    | 29 août 1969      |
| 2 min 06 s 1  | Roland Matthes        | 1950      |     | Allemagne de l'Est   |                           | Barcelone       | 11 septembre 1970 |
| 2 min 05 s 6  | Roland Matthes        | 1950      |     | Allemagne de l'Est   |                           | Leipzig         | 04 septembre 1971 |
| 2 min 02 s 8  | Roland Matthes        | 1950      |     | Allemagne de l'Est   |                           | Leipzig         | 10 juillet 1972   |
| 2 min 02 s 82 | Roland Matthes        | 1950      |     | Allemagne de l'Est   |                           | Munich          | 02 septembre 1972 |
| 2 min 01 s 87 | Roland Matthes        | 1950      |     | Allemagne de l'Est   |                           | Belgrade        | 06 septembre 1973 |
| 2 min 01 s 78 | Sandor Wladar         | 1963      |     | Hongrie              |                           | Budapest        | 13 mars 1980      |
| 2 min 01 s 72 | Sandor Wladar         | 1963      |     | Hongrie              |                           | Budapest        | 28 juin 1980      |
| 2 min 00 s 80 | Sandor Wladar         | 1963      |     | Hongrie              |                           | Split           | 12 septembre 1981 |
| 2 min 00 s 65 | Vladimir Shemetov     | 1964      |     | Union Soviétique     |                           | Kharkov         | 18 février 1983   |
| 2 min 00 s 42 | Serguey Zabolotnov    | 1963      |     | Union Soviétique     |                           | Edmonton        | 04 juillet 1983   |
| 2 min 00 s 39 | Serguey Zabolotnov    | 1963      |     | Union Soviétique     |                           | Moscou          | 15 février 1984   |
| 1 min 59 s 80 | Dirk Richter          | 1964      |     | Allemagne de l'Est   |                           | Magdebourg      | 24 mai 1984       |
| 1 min 58 s 41 | Serguey Zabolotnov    | 1963      |     | Union Soviétique     |                           | Moscou          | 22 août 1984      |
| 1 min 58 s 14 | Igor Polianski        | 1967      |     | Union Soviétique     |                           | Erfurt          | 01 mai 1985       |
| 1 min 57 s 30 | Martin Lopez Zubero   | 1969      |     | Espagne              |                           | Fort Lauderdale | 13 août 1991      |
| 1 min 56 s 57 | Martin Lopez Zubero   | 1969      | 22  | Espagne              |                           | Tuscaloosa      | 23 novembre 1991  |
| 1 min 56 s 34 | Helge Meeuw           | 1984      | 22  | Allemagne            | Championnats d'Allemagne  | Berlin          | 24 juin 2006      |
| 1 min 55 s 44 | Arkadi Viatchanine    | 1984      | 23  | Russie               | Championnats d'Europe (f) | Budapest        | 5 août 2006       |
| 1 min 54 s 93 | Arkadi Viatchanine    | 1984      | 24  | Russie               | Jeux Olympiques (f)       | Pékin           | 15 août 2008      |
| 1 min 54 s 90 | Arkadi Viatchanine    | 1984      | 25  | Russie               | Championnats du monde (d) | Rome            | 30 juillet 2009   |
| 1 min 54 s 75 | Arkadi Viatchanine    | 1984      | 25  | Russie               | Championnats du monde (f) | Rome            | 31 juillet 2009   |
| 1 min 54 s 24 | Radosław Kawęcki      | 1991      | 21  | Pologne              | Championnats du monde (f) | Barcelone       | 2 août 2013       |
| 1 min 54 s 21 | Evgeny Rylov          | 1996      | 19  | Russie               | Championnats de Russie    | Moscou          | 21 avril 2016     |
| 1 min 53 s 97 | Evgeny Rylov          | 1996      | 19  | Russie               | Jeux olympiques (f)       | Rio de Janeiro  | 11 août 2016      |
| 1 min 53 s 81 | Evgeny Rylov          | 1996      | 20  | Russie               | Championnats de Russie    | Moscou          | 13 avril 2017     |
| 1 min 53 s 61 | Evgeny Rylov          | 1996      | 20  | Russie               | Championnats du monde (f) | Budapest        | 28 juillet 2017   |
| 1 min 53 s 23 | Evgeny Rylov          | 1996      |     | Russie               |                           | Kazan           | 08 avril 2021     |

## Bassin de 25 mètres
| Temps            | Athlète            | Naissance | Âge | Nationalité | Compétition               | Lieu       | Date             |
| ---------------- | ------------------ | --------- | --- | ----------- | ------------------------- | ---------- | ---------------- |
| 1 min 49 s 98    | Arkadi Viatchanine | 1984      | 22  | Russie      | Championnats d'Europe     | Helsinki   | 7 décembre 2006  |
| 1 min 49 s 86    | Markus Rogan       | 1982      | 25  | Autriche    | Championnats d'Europe     | Debrecen   | 13 décembre 2007 |
| 1 min 47 s 84 RM | Markus Rogan       | 1982      | 25  | Autriche    | Championnats du monde (f) | Manchester | 13 avril 2008    |
| 1 min 47 s 64    | Markus Rogan       | 1982      | 27  | Autriche    | Coupe du monde (f)        | Stockholm  | 11 novembre 2009 |
| 1 min 46 s 11 RM | Arkadi Viatchanine | 1984      | 25  | Russie      | Coupe du monde (f)        | Berlin     | 15 novembre 2009 |